# Uruguay ai Giochi della XVIII Olimpiade
L'Uruguay partecipò ai Giochi della XVIII Olimpiade, svoltisi a Tokyo dal 10 al 24 ottobre 1964, con una delegazione di 23 atleti impegnati in 4 discipline, per un totale di 8 competizioni.
Fu la nona partecipazione di questo paese ai Giochi estivi. Fu conquistata una medaglia di bronzo nel pugilato.

## Medaglie
| Medaglia | Atleta               | Sport    | Evento     |
| -------- | -------------------- | -------- | ---------- |
| Bronzo   | Washington Rodríguez | Pugilato | Pesi gallo |

## Risultati

### Pallacanestro
| Atleta | Classifica |
| --- | ---------- |
| V · D · M Nazionale uruguaiana - Pallacanestro ai Giochi della XVIII Olimpiade 4 Poyet · 5 Márquez · 6 Gómez · 7 Köster · 8 Ciavattone · 9 Roca · 10 Pisano · 11 García · 12 Gadea · 13 de León · 14 Rial · 15 Maya · All. Raúl Ballefín | 8°         |
| Nazionale uruguaiana - Pallacanestro ai Giochi della XVIII Olimpiade |            |
| 4 Poyet · 5 Márquez · 6 Gómez · 7 Köster · 8 Ciavattone · 9 Roca · 10 Pisano · 11 García · 12 Gadea · 13 de León · 14 Rial · 15 Maya · All. Raúl Ballefín                                                                                |            |